# Letizia Nicoletti
Luigia Letizia Romana Nicoletti Bortoluzzi (Imer, 18 maggio 1912 – Belluno, 19 aprile 2014) è stata una partigiana, docente e attivista italiana.

## Biografia
Quarta delle figlie di Luigi, medico condotto prima a Caldonazzo e poi a Imer, e Pia Guadagnini, sorella minore della prima moglie Maria. Durante la Prima Guerra mondiale fu profuga da parenti a Firenze, poiché il padre, irredentista, di idee socialiste e legato al gruppo di Cesare Battisti, era prigioniero nelle pianure del Pripjet-Sümpfe, poste tra Ucraina e Bielorussia e il Primiero era allora territorio austriaco. Nel dopoguerra, con il ritorno del padre, la famiglia tornò alla normalità. Letizia continuò gli studi prima a Rovereto poi a Trento, come tutte le sorelle maggiori. Nel 1925 la madre morì. Dopo la maturità magistrale, frequentò, su consiglio del padre, la Facoltà di Lettere all'Università Cattolica di Milano. Ospitata in un convento di monache, al mattino insegnava nella scuola elementare e al pomeriggio seguiva le lezioni. Durante il secondo anno di università, nel 1931, partecipò e vinse un concorso magistrale a Trento che le permise di iniziare la carriera di insegnante alla scuola elementare di Imer. Si laureò, a pieni voti, discutendo una tesi sulla diffusione dell’eresia luterana nella valle del Primiero. Nel 1936 insegnò lettere presso l’Istituto Tecnico di Sacile e, dopo aver superato il concorso per i Ginnasi e gli Istituti Magistrali inferiori, nel 1937 insegnò al ginnasio a Vipiteno. Nel 1938 ottenne a Belluno una cattedra al Regio Liceo Ginnasio "Tiziano". Lasciò l'insegnamento dopo 44 anni di attività.
Nel 1957 sposò Felice Bortoluzzi e nacque il figlio Luigi. Nel 1963, il disastro del Vajont causò lutti nella famiglia del marito, originario di Longarone, e, dopo dieci anni, Felice morì e Letizia assunse il cognome del marito. Si spense all’età di quasi 102 anni, il 19 aprile 2014.

## Militanza partigiana
Nel 1931 prese la tessera del partito fascista e ricoprì anche la carica di ispettrice di zona conferitole dal partito. In cuor suo però medita sugli insegnamenti del padre socialista e i commenti sul delitto Matteotti, le minacce alla libertà di stampa, l'aiuto prestato al giovane marito della sorella Iole, ripetutamente picchiato in quanto antifascista. Nel 1943 si avvicinò alla Resistenza, divenendo staffetta partigiana (tesserino n°1382 del Corpo Volontari della Libertà, Comando Militare Zona Piave di Belluno), con il nome di battaglia "Letizia", suo secondo nome e quello usato dagli amici. Fu aiutata negli spostamenti tra Feltre e Belluno grazie alle frequenti visite al padre, che abitava a Fiera di Primiero, e alla conoscenza della lingua tedesca.  

## Impegno civico e volontariato
Nel dopoguerra prestò servizio nella Croce Rossa, assistendo i militari feriti e gli scampati ai campi di concentramento. Inoltre è responsabile dell'assistenza ai rimpatriati e ai feriti presso l'Ospedaletto "Maria Bambina".
Operò nel Gruppo di Difesa della Donna, effettuando attività assistenziali in collaborazione con le autorità locali cittadine.
La conoscenza dell'ambiente dolomitico, la spinse, nel 1960, a partecipare alla costituzione della Sezione di Belluno di Italia Nostra. Fu Segretaria della Sezione e si impegnò nella salvaguardia e valorizzazione del territorio. Nel marzo del 1980 venne eletta Presidente della Sezione che diresse fino al 1994, quando venne nominata Presidente onorario. Negli anni Settanta intervenne per fermare l'espansione edilizia in Nevegal. Negli anni ottanta si costituì il CEB (Coordinamento Ecologico Bellunese), che riuniva le associazioni presenti nel territorio per dare maggior impulso e incisività alle istanze presentate alle amministrazioni pubbliche locali e alla cittadinanza. Letizia Bortoluzzi assieme a Francesco Sommavilla, responsabile locale di Pro Natura, e Virgilio Rotelli coordinarono le attività delle associazioni, contribuendo alla realizzazione del Parco nazionale delle Dolomiti Bellunesi.